# Черненко Олександр Павлович
Олександр Павлович Черненко (нар. 27 квітня 1948, Українська РСР) — радянський український футболіст та тренер, півзахисник.

## Клубна кар'єра
Футбольну кар'єру розпочав 1968 року в складі херсонського «Локомотива», який згодом змінив назву на «Кристал» (Херсон). Виконував функції капітана херсонського клубу. У 1972 та 1975 роках виступав за інший друголіговий колектив, «Команду міста Тирасполь». Кар'єру футболіста завершив 1977 року.

## Кар'єра тренера
По завершенні кар'єри гравця розпочав тренерську діяльність. У 1978 році приєднався до тренерського штабу херсонського «Кристалу», в якому до 1982 року працював помічником головного тренера. У липні 1986 року призначений головним тренером «Кристалу», який очолював до кінця 1987 року.